# Charles Wellesley
Charles Wellesley (Dublino, 17 novembre 1873 – Amityville, 24 luglio 1946) è stato un attore irlandese naturalizzato statunitense.

## Filmografia
- The Clown and the Prima Donna, regia di Maurice Costello e Wilfred North - cortometraggio (1913)
- The Test, regia di Harry Lambart - cortometraggio (1913)
- Matrimonial Manoeuvres, regia di Maurice Costello e Wilfred North - cortometraggio (1913)
- The Lucky Elopement, regia di Ralph Ince - cortometraggio (1914)
- The Knight Before Christmas, regia di Tefft Johnson - cortometraggio (1914)
- The Man Behind the Door, regia di Wally Van (1915)
- Hearts and the Highway, regia di Wilfrid North (1915)
- The Goddess, regia di Ralph Ince - serial cinematografico (1915)
- Green Stockings, regia di Wilfrid North (1916)
- The Island of Surprise, regia di Paul Scardon (1916)
- Richard the Brazen, regia di Perry N. Vekroff (1917)
- The Seven Deadly Sins, regia di Theodore Marston, Richard Ridgely (1917)
- Madame Jealousy, regia di Robert G. Vignola (1918)
- The Song of Songs, regia di Joseph Kaufman (1918)
- Matrimonio intermittente (By Right of Purchase), regia di Charles Miller (1918)
- The Richest Girl, regia di Albert Capellani (1918)
- The Purple Lily, regia di Fred Kelsey (1918)
- Her Mistake, regia di Julius Steger (1918)
- The Heart of a Girl, regia di John G. Adolfi (1918)
- The American Way, regia di Frank Reicher (1919)
- The Silver Lining, regia di Roland West (1921)
- It Isn't Being Done This Season, regia di George L. Sargent (1921)
- His Greatest Sacrifice, regia di J. Gordon Edwards (1921)
- Nobody, regia di Roland West (1921)
- Stardust, regia di Hobart Henley (1922)
- The Rapids, regia di David Hartford (1922)
- Crepuscolo d'amore (Outcast), regia di Chet Withey (1922)
- Legally Dead, regia di William Parke (1923)
- Don't Marry for Money, regia di Clarence Brown (1923)
- Alias the Night Wind, regia di Joseph Franz (1923)
- Does It Pay?
- The Acquittal, regia di Clarence Brown (1923)
- Sinews of Steel, regia di Frank O'Connor (1927)
- His Destiny, regia di Neal Hart (1928)